# Teléfono Tucker

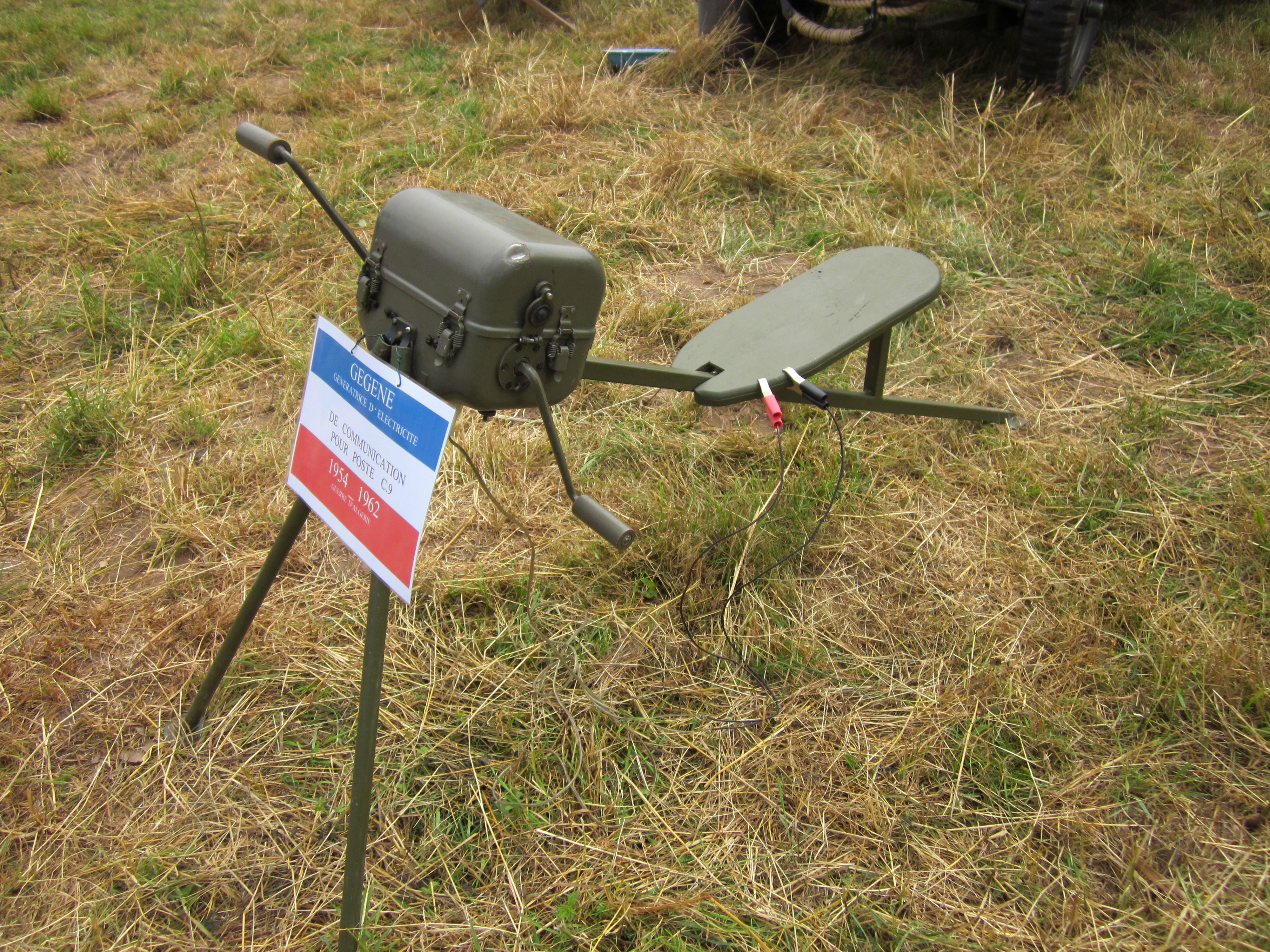
Teléfono Tucker Original

El teléfono Tucker (Tucker Telephone) es un dispositivo de tortura diseñado con partes de un teléfono de manivela antiguo. El generador eléctrico del teléfono está cableado en secuencia a dos baterías de celda seca para que el instrumento pueda usarse con el propósito de administrar descargas eléctricas a otra persona. El teléfono Tucker fue inventado por A. E. Rollins, el médico residente en la Granja de la Prisión Estatal de Tucker, Arkansas, en la década de 1960.
En la Granja de la Prisión Estatal de Tucker, un recluso sería llevado a la "habitación del hospital", donde probablemente estaría sujeto a una mesa de examen y se le aplicarían dos cables al recluso. El cable de tierra se enrollaba alrededor del dedo gordo del pie y el "cable caliente" (el cable que administra la corriente eléctrica) se aplicaba al otro dedo del pie. Luego se giraba la manivela del teléfono y se disparaba una corriente eléctrica al cuerpo del prisionero. Siguiendo con los eufemismos telefónicos, 'llamadas de larga distancia' se refería a varias de estas descargas, justo antes de perder el conocimiento. A menudo, la víctima experimentaría efectos perjudiciales, principalmente daños permanentes en los órganos y problemas de salud mental. Su uso estuvo fundamentado hasta 1968.
Hay informes dudosos de los veteranos estadounidenses de la guerra de Vietnam de que los teléfonos de campo fueron convertidos ocasionalmente en teléfonos Tucker para que los comandantes de pelotones luego los usasen para torturar a los prisioneros del Viet Cong.
Una versión del dispositivo fue usado contra un prisionero en la película Brubaker de Robert Redford.
Un informe de 1974 de Seth B. Goldsmith, SCD señaló: "El teléfono Tucker no solo conmocionó los dedos de los pies de los supuestamente no cooperativos e incorregibles reclusos de la granja-prisión del sistema penal de Arkansas, sino que también conmocionó la conciencia de la nación y la despertó a las atroces condiciones dentro de las cárceles”.